# Naturfreibad Haunstetten
Das Naturfreibad Haunstetten ist ein künstlich angelegter Badesee im Süden Augsburgs mit einer Wasserfläche von 10.500 m² und einer maximalen Tiefe von sieben Metern.

## Geschichte
Am 21. Juli 1958 beschloss der Stadtrat von Haunstetten, ein Naturfreibad anzulegen.
Im Jahr 1958 erfolgte der erste Spatenstich an Roggenstraße durch den Haunstetter Bürgermeister Karl Rieger und Captain Boylan von der US-amerikanischen Standort-Ingenieur-Abteilung Augsburg. Cptn. Boylan brachte dabei eine große Planierraupe mit, mit dieser (und anderen Arbeitsmaschinen der US-Army) wurde auf 14.000 m² die Humusschicht abgeschoben. Bei den vorausgehenden Planungen hatte man von verschiedenen Standortmöglichkeiten in Haunstetten diskutiert, so auch die Fläche zwischen Wald und dem Werksgelände der Firma Martini, die später zum Teil für Kleingärten verwendet wurde.
Das Bad für die junge Stadt – Haunstetten hatte 1958 rund 15.000 Einwohner, 12.000 weniger als heute – war mit drei Abteilungen geplant: für Nichtschwimmer, Schwimmer und mit einer sechsbahnigen 50-Meter-Schwimmkampfbahn. Für die Kosten ohne Umkleidekabinen waren 45.000 DM veranschlagt. Der Haunstetter Stadtrat hatte sich durch eine Fahrt nach Frankenthal in der Rheinpfalz über den neuen Typ eines Naturfreibades informiert, das es damals erst in wenigen Exemplaren in Deutschland gab. 
Am 3. Juli 1960 fand mit einem Festakt die Eröffnung des Naturfreibades in Gegenwart von 13.751 Eröffnungsgästen statt. Der Zuspruch war sofort sehr groß. An manchen Sommertagen waren rund 5000 Menschen auf dem Gelände. Es wurde deshalb sogar ein eigener „Parkplatz“ für Kinderwagen angelegt. Es gab auch eine Kleideraufbewahrung für ca. 8000 Badegäste. Überdies gab es zwei Wohnungen für städtische Bedienstete. Seit der Eröffnung 1960 ist die Haunstetter Wasserwacht ehrenamtlich stark für das Bad engagiert.

### Frühere Anlage
Der tiefliegende Badesee wurde durch eine Insel geteilt, die über zwei Brücken erreichbar ist. Im größeren östlichen Teil befanden sich Startblockanlagen, die eine ca. 50 m lange Strecke abgrenzten. Im westlichen Teil luden ein Sprungbrett und eine Wasserrutsche zum Wasserspaß ein. Rund um den Badesee befanden sich insgesamt 5 Duschen. 
Ein zusätzliches Schwimmbecken mit einer Größe von ca. 8 × 20 Metern war auf der nördlichen Seite angelegt. Dort wurde das Wasser über eine Betonkaskade geleitet, um mit Hilfe der Sonneneinstrahlung das Wasser zu erwärmen. An der Ostseite befanden sich der Eingang mit Umkleidekabinen für Dauergäste und Tagesgäste, weitere Duschen (Warmwasser) und ein Kinderbecken zum Planschen. Am südlichen Ufer stand ein Turm, der im rückwärtigen Teil als Kiosk und im vorderen Teil als Bademeister-Aufsichtsraum genutzt wurde.

### Pflege und Instandhaltung
Das Bad wurde bis 1972 von der Stadt Haunstetten betrieben, im Zuge der Eingemeindung von Haunstetten ging die Betreiberschaft an das Sport- und Bäderamt der Stadt Augsburg über. Das Sport- und Bäderamt zog sich stetig aus der Pflege des Bades zurück, was durch den Förderkreis der Wasserwacht e. V. (bzw. die Wasserwacht) in verschiedener Form kompensiert wurde, etwa durch Anstricharbeiten sowie die Errichtung eines Beach-Volleyballfeldes, einer Boccia-Bahn und eines neuen Kinderspielplatzes.

### Reduzierung des Angebotes
Bereits in den 1980er Jahren war das Bad von Sparmaßnahmen der Stadt Augsburg tangiert.
Nach und nach wurden Startblöcke, Sprungbrett und Rutsche stillgelegt und abgebaut. Die Umkleidekabinen wurden entweder abgerissen oder dienten als Lagerraum für das Sport- und Bäderamt und verschiedene Vereine, die Duschen auf der Westseite wurden stillgelegt. Das Nichtschwimmerbecken wurde zugeschüttet und das Planschbecken in einen Sandkasten umgewandelt. Aus Kostengründen wurden auch die Blumenbeete eingeebnet. Selbst eine Schließung wurde bereits damals diskutiert.
Der Turm am Südufer steht heute komplett der Wasserwacht zur Verfügung, im hinteren Teil befindet sich nun ein Behandlungsraum.

## Aktuelle Entwicklung
Im Januar 2010 schrieb die Augsburger Allgemeine, dass die Stadt Augsburg, wegen vorhandener, sicherheitsrelevanter Mängel das Bad nicht mehr öffnen könne. Aufgrund der schlechten Finanzlage der Stadt wurden nur 35.000 Euro für den Unterhalt und anfallende Reparaturen aller Augsburger Bäder im Haushalt eingeplant. (Man hatte ja bereits mehrere Millionen Euro für ein Fußballstadion ausgegeben.) Allein die Kosten für die Sanierung jedoch wurden damals auf mehrere hunderttausend Euro geschätzt. Daraufhin wurden Unterschriften für den Erhalt des Bades gesammelt und der Förderkreis der Wasserwacht e. V. erarbeitete zusammen mit einem Landschaftsarchitekten ein Konzept zur Sanierung und zur Wiedereröffnung bis zum Beginn der Badesaison. 
Letztlich konnte mit Hilfe von Spenden und dem Einsatz von ehrenamtlichen Helfern unter Federführung des Förderkreises die Gefahrenstellen beseitigt werden, so dass das Bad Mitte Juni 2010 wieder öffnen konnte. 
Am 25. Juni 2010 wurde der Verein Naturfreibad Haunstetten gegründet, der sich den Erhalt des Freibades zum Ziel gesetzt hat.